# Narrow Bandwidth Télévision

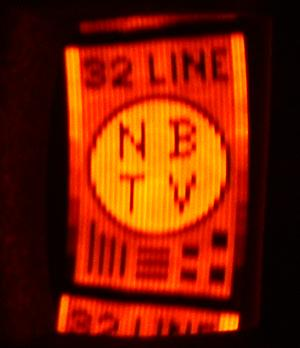
Capture d'écran de la NBTV

La Narrow Bandwidth Télévision (NBTV) ou Télévision à bande étroite est un mode de diffusion d'images animées, utilisant une bande passante très étroite, jusqu'à 3 kHz dans le cadre d'application radioamateur, au lieu des quelques mégahertz nécessaires pour une diffusion normale.